# エピスコピ駐屯地
エピスコピ駐屯地（エピスコピちゅうとんち、英語: Episkopi Cantonment）は、キプロス島にあるイギリス軍の駐屯地の一つ。イギリスの主権基地領域であるアクロティリおよびデケリアの行政庁所在地でもあり、アクロティリに位置する。なお、アクロティリおよびデケリア内最大の基地ではない。

アクロティリの詳細地図。エピスコピ駐屯地はEpiskopi